# 蒂耶拉什地区奥里尼
蒂耶拉什地区奥里尼（法語：Origny-en-Thiérache，法語發音：[ɔʁiɲi ɑ̃ tjeʁaʃ]），或纯音译作奥里尼昂蒂耶拉什，是法国上法蘭西大區埃纳省的一个市镇，属于韦尔万区。

## 地理
蒂耶拉什地区奥里尼（49°53'42"N, 4°1'6"E）面积16.48 平方千米，位于法国上法蘭西大區埃纳省，该省份为法国北部内陆省份，北起北部省，西接索姆省和瓦兹省，东临阿登省和马恩省，西南至塞纳-马恩省，东北部与比利时接壤。
与蒂耶拉什地区奥里尼接壤的市镇（或旧市镇、城区）包括：拉布泰耶、比尔、拉埃里、朗杜济拉库尔、朗杜济拉维尔、讷沃迈松、奥伊。

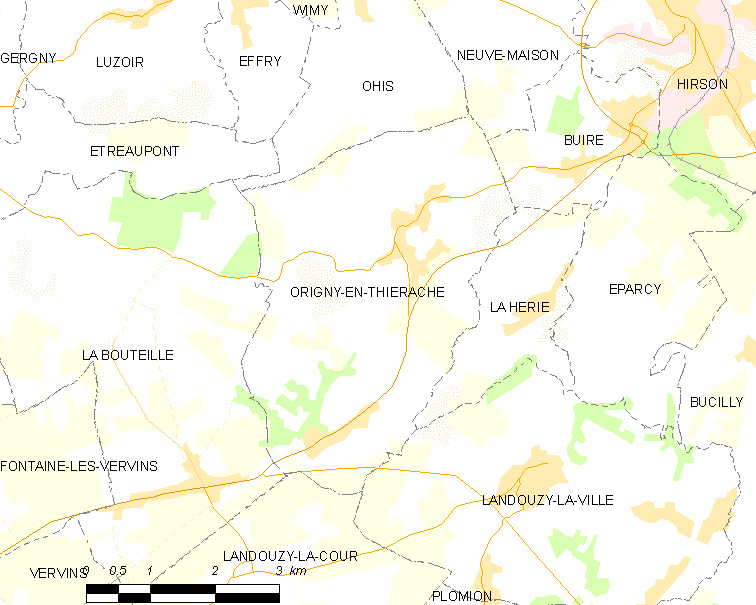
蒂耶拉什地区奥里尼的OSM定位图

蒂耶拉什地区奥里尼的时区为UTC+01:00、UTC+02:00（夏令时）。

## 行政
蒂耶拉什地区奥里尼的邮政编码为02550，INSEE市镇编码为02574。

## 政治
蒂耶拉什地区奥里尼所属的省级选区为伊尔松县。

## 人口

1962-2008年间蒂耶拉什地区奥里尼人口变化图示

蒂耶拉什地区奥里尼于2022年1月1日时的人口数量为1354人。